# 徐二牛
徐二牛（英語：Simon Chui Yee-Ngai，1947年2月15日—），綽號火牛，祖籍廣東，是導演徐小明的哥哥。其父母是上個世紀50年代的粵劇演員，在新加坡、馬來西亞頗有名氣。此後，對武術有著濃厚興趣的徐二牛到武行當過武師、做過武術導演，並且在亞洲電視拍攝多個電視劇。

## 演出電影
- 1964年：《天從人願》飾 韓大飛
- 1985年：《萍踪俠影》飾 玄機逸士

### 演出劇集 (麗的電視∕亞洲電視)
- 1982年：《陳真》飾 淺見澤
- 1983年：《再向虎山行》飾 林若飛
- 1983年：《鐵膽英雄》飾 秦平岳
- 1984年：《武則天》飾 袁天罡
- 1984年：《十二金牌》飾 秦檜
- 1985年：《霍東閣》飾 秋野正雄
- 1986年：《秦始皇》飾 樊于期
- 1987年：《成吉思汗》 飾 者勒蔑
- 1987年：《張保仔》飾 周飛鴻
- 1990年：《皇城爭霸》飾 鄭孝胥
- 1991年：《乖女也瘋狂》飾 周老闆
- 1992年：《龍在江湖》 飾 葉軒
- 1992年：《勝者為王II天下無敵》飾 洪天
- 1993年：《劍神不敗》飾 任清狂
- 1993年：《賭神秘笈'93》
- 1993年：《槍神》飾 敖天
- 1993年：《中國教父》飾 淺野阿九里
- 1993年：《馬場風雲》飾 米路易
- 1994年：《中國教父Ⅱ再起風雲》飾 淺野見南
- 1994年：《戲王之王》
- 1994年：《洪熙官》飾 李巴山
- 1995年：《九王奪位》飾 福全
- 1995年：《九品芝麻官》飾 高厚
- 1995年：《精武門》飾 馬偉荃（荃叔）
- 1996年：《飄零燕》飾 簡大才
- 1996年：《再見艷陽天》飾 石亨
- 1996年：《殭屍道長II》飾 道士
- 1996年：《千王之王重出江湖》飾 徐大山
- 1996年：《劍嘯江湖》飾 蒼壁
- 1997年：《國際刑警》飾 哈圖
- 1997年：《等著你回來》飾 大太公
- 1997年：《97變色龍》飾 仁哥
- 1997年：《我來自潮州》飾 德叔
- 1998年：《我和殭屍有個約會》飾 升降機叔叔
- 1999年：《英雄之廣東十虎》飾 陸阿採
- 1999年：《海瑞鬥嚴嵩》飾 炳叔
- 2000年：《寶島春夢》飾 連霑
- 2000年：《影城大亨》飾 顏坤
- 2000年：《與狼共枕》飾 區龍
- 2000年：《快活谷》飾 丁培
- 2000年：《電視風雲》飾 利伯天
- 2001年：《騷東坡》飾 荊無忌
- 2003年：《女俠丁叮噹》飾 先帝
- 2003年：《暴風型警》飾 泰國毒王
- 2004年：《子是故人來》飾 老波

### 電視劇 (中國星)
- 1996年：《千秋英烈傳·英雄之歌》飾程嘯天

### 電視劇 (香港有線電視)
- 2003年：《靈異偵緝檔案》飾 陳石

## 武術指導作品 (亞洲電視)
- 1976年：《十大刺客》
- 1984年：《四大名捕》
- 1984年：《雲海玉弓緣》
- 1985年：《秦始皇》
- 1992年：《勝者為王II天下無敵》
- 1994年：《郎心如鐵》
- 1997年：《國際刑警》